# 7300 Yoshisada
7300 Yoshisada eller 1992 YV2 är en asteroid i huvudbältet som upptäcktes den 26 december 1992 av den japanska astronomen Takeshi Urata vid Nihondaira-observatoriet. Den är uppkallad efter den japanske amatörastronomen Yoshisada Shimizu.
Asteroiden har en diameter på ungefär 6 kilometer.